# Código Brasileiro de Telecomunicações
Código Brasileiro de Telecomunicações  é a Norma institucional que consolidou a regulamentação da área de telecomunicações e radiodifusão no Brasil. Foi promulgado pelo Congresso Nacional do Brasil em 1962. Constitui-se da Lei nº 4.117, de 27 de agosto de 1962.
Vem passando por varias emendas desde sua criação, na busca de atualizar a regulamentação das telecomunicações no Brasil, levando em conta as tecnologias, em permanente mutação.

## Criação
O fator decisivo para a criação do CBT, foi a articulação política de três segmentos da sociedade diretamente interessados em uma legislação para o setor de telecomunicações: o dos empresários de radiodifusão, o da classe política e o dos engenheiros militares davam a argumentação tecnológica necessária a elaboração do projeto do Código Brasileiro de Telecomunicações.

## Democratização das telecomunicações
A Campanha Para Expressar a Liberdade tem por objetivo recolher de assinaturas 1,3 milhão de cidadãos brasileiros, mobilizando o Brasil para substituir o CBT. por uma nova lei que promova a pluralidade da imprensa e a democratização das telecomunicações no Brasil - Lei da Mídia Democrática, baseada em 20 Pontos considerados fundamentais que visam promover a pluralidade da imprensa e a democratização das telecomunicações no Brasil.
Para tal, lançou em 1º de maio de 2013, o Projeto de Lei de Iniciativa Popular para a democratização das comunicações no Brasil. O Projeto trata da regulamentação das Comunicações Eletrônicas no país, rádio e televisão, setor regido pelo CBT, e da regulamentação dos artigos de comunicação da Constituição Brasileira, como os que tratam da defesa de conteúdo nacional, diversidade regional e da produção independente.